# Aceptor de electrones

Falta imagen

Un aceptor de electrones es una entidad química que es capaz de recibir electrones que le son transferidos desde otro compuesto. Por definición un aceptor de electrones es un agente oxidante, que, al aceptar electrones resulta reducido en el proceso.kedrick

## Balances de carga
Los agentes oxidantes típicos experimentan una alteración química permanente a través de una reacción química de naturaleza covalente o iónica; lo que produce la transferencia completa e irreversible de uno o más electrones. Sin embargo, en muchas circunstancias químicas, la transferencia de electrones desde un donante de electrones puede ser fraccional, lo cual significa que el electrón no resulta completamente transferido, sino que se produce una resonancia electrónica entre el dador y el aceptor. Esto conduce a la formación de un complejo de transferencia de cargas en el cual los componentes retienen la mayor parte de sus identidades químicas.

## Balances de energía
El poder oxidante (o poder aceptor) de una molécula aceptora de electrones se mide por medio de su afinidad electrónica, la cual es la energía que se libera cuando llena el orbital molecular más bajo desocupado (LUMO).
El balance total de energía ({\displaystyle \Delta E}), es decir, la energía total ganada o perdida en una transferencia dador-aceptor se encuentra determinada por la diferencia entre la afinidad electrónico ({\displaystyle A}) del aceptor; y el potencial de ionización ({\displaystyle I}) del dador de electrones:

## Ácidos y bases de Lewis
En química, una clase de aceptores de electrones que adquieren no solo uno, sino un grupo de dos electrones para formar un enlace covalente con una molécula dadora de electrones se conoce como ácido de Lewis. Este fenómeno conduce al amplio campo de la química de los ácidos y bases de Lewis.
Las fuerzas impulsoras que determinan el comportamiento de los dadores y aceptores de electrones en química se encuentra basada en los conceptos de electropositividad (para los dadores) y electronegatividad (para los aceptores).

## Ejemplos
Ejemplos de aceptores de electrones pueden ser oxígeno, nitrato, hierro (III), manganeso (IV), sulfato, dióxido de carbono, o incluso, en algunos microorganismos solventes clorados, tales como el tetracloroetileno (PCE), y cloruro de vinilo (CV). Estas últimas reacciones resultan de interés no solo porque los organismos obtienen energía, sino porque además, se encuentran involucradas en la biorremediación natural de estos contaminantes orgánicos. Cuando los profesionales de limpieza hacen uso de la atenuación natural monitoreada para la remediación de sitios contaminados, la biodegradación es una de las mayores contribuyentes al proceso.

## Aceptor final de electrones
En biología, un aceptor final de electrones o aceptor terminal de electrones es el último compuesto que recibe o acepta un electrón durante la transferencia de electrones de la respiración celular o durante la fotosíntesis. Todos los organismos obtienen energía de la transferencia de electrones desde un dador de electrones a un aceptor de electrones. Durante este proceso (la cadena de transporte de electrones) el aceptor de electrones resulta reducido y el dador de electrones se oxida.
En una cadena de transporte biológica, los electrones pasan en orden a sus potenciales estándar de reducción (E'0), desde un par redox conjugado de menor potencial a uno de mayor, al tiempo que se produce una pérdida de energía libre. Por ejemplo en la cadena respiratoria, los electrones fluyen desde el par conjugado NADH/NAD+
 (con E'0=-0,32 V) al par H
2O/½O
2 (con E'0=+0,82 V). En estas cadenas cada transportador funciona como aceptor electrónico del anterior miembro de la cadena y como donante del posterior.
El aceptor final de electrones en la cadena respiratoria es el oxígeno molecular; mientras que en la respiración anaerobia el aceptor final es una sustancia distinta al oxígeno, generalmente inorgánica, como por ejemplo el nitrato. En la cadena transportadora de electrones de la fase luminosa de la fotosíntesis, el aceptor final de electrones es el NAD+
 (al final los electrones de la fotosíntesis se utilizan en el ciclo de Calvin para fijar el CO
2 y producir azúcares). En las fermentaciones los aceptores finales de electrones pueden ser coenzimas tales como el NAD+
.